# Fond-du-Lac (Saskatchewan)
Fond-du-lac je sídlisko nacházející se v kanadské provincii Saskatchewan. Situováno na východním konci jezera Athabaska, je to místo odlehlé, dostupné hlavně leteckou dopravou. Současné obyvatelstvo čítá méně než 700 osob, převážně indiánského (Dené) a smíšeného (Métis) původu.
Jako obec bylo založeno před více než 150 lety místními domorodci zabývajícími se získáváním kožešin, kladením pastí, rybolovem a lovem, kteréžto činnosti se během doby příliš nezměnily. Mnozí z obce mohou vystopovat kořeny svých předků v této oblasti až na počátek 19. století. Tzv. "živobytí ze země" je ve Fond-du-lac stále běžnými způsobem života.
Hlavním zdrojem obživy ve Fond-du-lac je v současnosti práce při získávání nerostů a jiných zdrojů. Jiní pokračují v tradici rybaření, lovu a kladení pastí stejně jako poskytování průvodcovských služeb k mnoha rybářským táborům v oblasti.
Fond du Lac znamená francouzsky "konec jezera".

## Doprava
Uvnitř obce je minimum cest a k ní nevedou žádné. Je přístupná pouze ze vzduchu, vnitrozemskými vodními dopravními cestami a pomocí snowmobilů. V zimě lze využít sezónní ledovou silnici k přístupu do obcí Uranium City a Stony Rapids. Obec se ve velké míře spoléhá na zásobování letadly a vlečnými čluny. V zimě příležitostně přicestuje se zásobami kamión po ledové cestě.